# Маконги
Маконги (маконг, мангконг, со, бру, леун) — народ на півдні Лаосу та в сусідніх районах Таїланду. Належить до числа народів бру. Лаосці та тайці називають їх со.

## Розселення і чисельність
Живуть по обидва боки від річки Меконг на півдні Лаосу (переважно на півночі провінції Саваннакхет та на півдні Кхаммуан), а також у сусідніх районах північно-східного Таїланду (історична область Ісан), в межах провінцій Накхонпханом, Саконнакхон, Мукдаган та ін.
Чисельність маконгів у Лаосі за даними перепису 2015 року становила 163 285 осіб. Це шостий за чисельністю народ країни (2,5 % загальної чисельності). До цього числа включаються носії мов со та західна бру. За переписом 2005 року в Лаосі нараховувалось 117 834 маконги, у тому числі 74 381 особа в провінції Саваннакхет та 42 942 особи в провінції Кхаммуан.
Близько 70 тис. носіїв мови со живе в 53 селах у Таїланді (2006, Mahidol University). Ще в цій країні проживає близько 20 тис. носіїв мови західна бру (1991).

## Мова
Говорять мовами со (код ISO 639-36: sss) та західна бру (код ISO 639-3: brv). Обидві належать до західної групи катуйських мов (мон-кхмерська гілка австроазійських мов). Існує словник, розроблена граматика. У Лаосі для запису маконзьких текстів використовується лаоське письмо, в Таїланді — тайське.
Рідна мова активно використовується всіма групами населення. Разом із тим більшість маконгів у Лаосі також володіє лаоською мовою, а в Таїланді — ісанською, регіональною мовою північно-східного регіону цієї країни (мова місцевих лаосців), та державною тайською мовою. Рівень грамотності в Лаосі 15-25 % (лаоською), у Таїланді 25-50 % (лаоською, тайською). Понад 75 % маконгів у Лаосі ніколи не відвідували школу.

## Вірування
Близько половини маконгів вважаються буддистами, але справді практикують цю релігію лише 20 %. Маконги мало відвідують храми, а дітей рідко віддають у ченці. У Таїланді серед маконгів більше буддистів, ніж у Лаосі. В обох країнах поширений буддизм гілки тхеравада.
Більшість маконгів, включаючи й офіційних буддистів, зберігає традиційні вірування: анімізм, віра в духів природи, культ предків.
Є невеличкі групи християн (навернені в 1950-60-х роках).

## Історія
Маконги є корінними жителями регіону. Предки лаосців та інших тайських народів, що прибули на північ Індокитаю в кінці I тис. після Р. Х., відтіснили їх з кращих земель у гори. Із середини XX ст. спостерігається поступове переселення маконгів у долини річок, основне населення яких тепер становлять лаосці. Переселенці пристосовуються до лаоського способу життя та культури. Змінюються їх методи господарювання, одяг, тип житла, соціальні інституції. У Таїланді піддаються асиміляції. Освітня програма цієї країни побудована так, щоб адаптувати національні меншини до тайського суспільства та культури.
Маконги в Таїланді вважаються вихідцями з Лаосу. Продовжують існувати транскордонні зв'язки між маконгами двох країн.

## Господарство
Основне заняття — землеробство. Вирощують рис, фрукти, овочі як для власного споживання, так і на продаж. Запозичили сільськогосподарські методи у лаосців, обробляють зрошувані ділянки землі, розташовані терасами на схилах гір. Орють плугом, запрягаючи буйволів або волів; землю обробляють мотиками. Дуже мало людей використовує сучасну техніку. Частина маконгів у горах продовжує використовувати традиційний підсічно-вогневий метод обробки землі.
Також розводять худобу. Важливими видами діяльності лишаються рибальство та мисливство.

## Побут

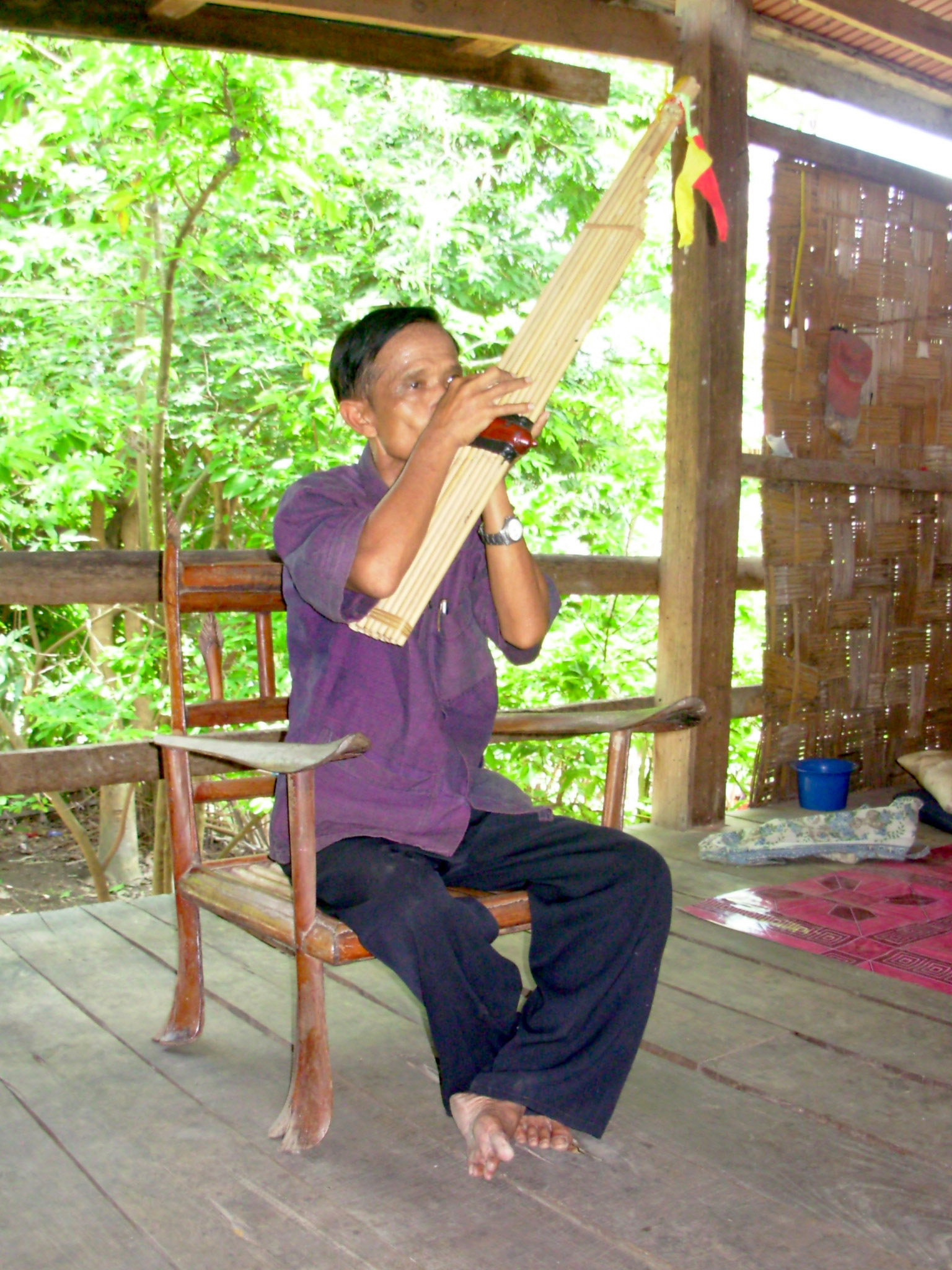
Чоловік-маконг грає на народному музичному інструменті.

Маконзькі села, як правило, розташовані уздовж річок чи струмків. Хати зазвичай ставлять по колу, навколо великої громадської хати. 
Традиційна маконзька хата стоїть на палях, основним матеріалом для будівництва був бамбук, дах крили соломою. Така хата розділена на кілька кімнат для розміщення багатодітної родини. Перша кімната використовується для прийому гостей. У ній знаходиться священне місце для поклоніння духам. Є також піч для приготування їжі.

## Суспільство
Маконги живуть невеликими самоврядними сільськими громадами, які зазвичай обмежені однією долиною. Село є основною політичною одиницею суспільства. На чолі сільської громади стоїть староста, зазвичай найстарший чоловік. Він вирішує всі місцеві питання.
Шлюб моногамний. Головним у сім'ї є батько. Молоде подружжя живе із сім'єю нареченої, поки не зможе створити власне домогосподарство.

## Мистецтво, література
Досить розвинені народне мистецтво на усна література. Маконги мають різноманітні музичні інструменти, на яких вони вміло грають, супроводжуючи співі та розповіді.